# Osvaldo Cruz
Osvaldo Cruz là một đô thị ở bang São Paulo của Brasil. 

## Thông tin nhân khẩu
Censo de 2000
Tổng dân số: 29.648
- Dân số thành thị: 26.141
- Dân số nông thôn: 3.507
- Nam giới: 14.610
- Nữ giới: 15.038

Mật độ dân số (người/km²): 119,55
Tỷ lệ tử vong trẻ sơ sinh dưới 1 tuổi (trên một triệu người): 14,96
Tuổi thọ bình quân (tuổi): 71,71
Tỷ lệ sinh (số trẻ trên mỗi bà mẹ): 1,77
Tỷ lệ biết đọc biết viết: 90,18%
Chỉ số phát triển con người (HDI-M): 0,798
- Chỉ số phát triển con người - Thu nhập: 0,736
- Chỉ số phát triển con người - Tuổi thọ: 0,779
- Chỉ số phát triển con người - Giáo dục: 0,880

(Nguồn: IPEADATA)